# Ostectomía
La ostectomía es una técnica quirúrgica que se realiza sobre tejido óseo. Consiste en la remoción de un fragmento de este que altera la forma o función de los maxilares. Inicialmente se elimina el fragmento con fresas quirúrgicas o con cincel y martillo, posteriormente se regulariza la superficie con una lima para el hueso.
También se entiende por ostectomía, el proceso de sección del hueso. Puede realizarse con escoplos, sierras o instrumentos rotatorios. Un ejemplo claro lo constituían las resecciones de los tori y las tuberoplastias, donde se necesita precisión de corte.

## Tiempos quirúrgicos
Toda intervención quirúrgica consta de tres apartados fundamentales:
- Apertura del campo o acceso.
- Operación propiamente dicha.
- Reposición de los tejidos o sutura.

La cirugía bucal comparte estos apartados, sistematizándose de forma algo más descriptiva. Previa a la realización de la ostectomía, se distinguen las fases de diéresis o incisión y la del despegamiento mucoperióstico o mucoso.
La diéresis es el inicio de toda intervención quirúrgica. Supone la separación de los tejidos que cubren el proceso patológico que se va a tratar, para favorecer un abordaje adecuado, pudiéndose tratar procesos cutáneos y mucosos, o puede ser necesario atravesar estos tejidos para alcanzar planos más profundos, como el óseo. Para la realización de la incisión es necesario conocer sobradamente la anatomía de la zona, porque de lo contrario se pueden ocasionar accidentes vasculares, nerviosos y funcionales que pueden llegar a ser nefastos, tanto para el territorio tratado como para el paciente.
Una vez realizados los diferentes trazos de la incisión se procede a la separación de la mucosa del hueso, levantando lo que se denomina colgajo, formado por la mucosa o fibromucosa y el periostio. El levantamiento del colgajo se realiza, por lo general, con un periostótomo, que se maneja cogiéndolo a modo de lapicero. Cuando se ha despegado el colgajo se procede, en la mayor parte de las intervenciones, a realizar la ostectomía y osteotomía.
Según la posición en que se encuentre el diente puede ser necesaria su división en fragmentos para ser retirado sin tener que sacrificar mayor cantidad de hueso, es lo que se conoce como odontosección. Además se procederá a realizar la exéresis, evacuación o restauración, es decir la fase de operación propiamente dicha que varía en función del motivo por el que se realiza.
Una vez realizado el tratamiento de la cavidad y la hemostasia, se lleva a cabo la sinéresis o sutura, el último tiempo quirúrgico, que tiene por objeto aproximar los bordes de la herida incididos previamente. Siempre que sea posible, se procurará dejar los bordes en la misma posición que ocupaban al principio. Además la sutura favorece la hemostasia al coaptar de forma firme los bordes de la herida y facilita la cicatrización por primera intención. Para ello se utilizan hilos de sutura montados en agujas triangulares curvas atraumáticas, portagujas del tipo Mayo y pinzas de disección con dientes.

## Técnica de la ostectomía
Cuando se ha extraído el colgajo suele ser necesario extraer o cortar el hueso expuesto para acceder al proceso que se va a tratar. Para ello se realiza la ostectomía, que eliminará este hueso por medio de instrumentos rotatorios, es decir, una fresa redonda montada en pieza de mano, que podrá completarse con instrumentos manuales a modo de sacabocados, bien sea con pinza de gubia o lima de hueso, para ampliar el campo operatorio.
Otra forma mucho menos usada es la ostectomía por medio de escoplo y martillo, más desagradable para el paciente, bajo anestesia local. En algunas intervenciones se puede emplear, debido a la precisión de su resección ósea, aunque en la actualidad su uso es muy infrecuente.
El uso de instrumentos rotatorios necesita una refrigeración adecuada, con suero fisiológico, para evitar el calentamiento generado por la fricción y, por tanto, la producción de necrosis ósea y posterior formación de secuestros. Por otra parte, la irrigación facilita el arrastre de los restos de tejido óseo de la fresa y evita su embotamiento y pérdida de la eficacia del corte, lo que genera a su vez mayor calentamiento.